# Nagy János (nyelvész)
Nagy János (Szombathely, 1809. március 30. – Szombathely, 1885. május 21.) nyelvész, teológiai doktor, kanonok és apát, a Magyar Tudományos Akadémia tiszteleti tagja.

## Élete
Nagy Antal és Török Kata fia. Szülővárosában kezdte és folytatta középiskolai tanulmányait. 1827-ben jeles eredménnyel fejezte be őket, és beiratkozott az ottani papi szeminárium növendékei közé. A hittudomány egy évi tanulása után 1829-ben a pesti központi papnevelőbe küldték.  Ott különösen a keleti nyelveket tanulmányozta; olyan sikerrel haladt bennük, hogy 1830-ban a magyar királyi egyetem jubileumi ünnepségére arab verseket adott ki.  Ugyanebben az évben megnyerte az egyetem egyháztörténeti pályadíját is A keresztény egyház tanítása a három első században című latin nyelvű munkájával; ez később magyarra fordítva a Sionban is megjelent. 
1831-ben nem magyar ajkú növendéktársainak magyar nyelvi oktatására kérték fel, és a növendék papság magyar iskolájának elnökévé választották. Munkálataik első évfolyama az ő irányításával készült. Hittanulói pályájának befejeztével 1832-ben Pestről visszatért Szombathelyre, és augusztus 24-én áldozópappá szentelték fel. Előbb öt hónapig Baltaváron, majd 1836 február végéig Rábaszentmihályon káplánkodott. Ez idő alatt sokat foglalkozott a magyar nyelvészettel.  A Magyar Tudós Társaság nyelvészeti pályázatán 1833. november 15-én pályaművét dicsérettel említették meg, és tiszteletdíjjal támogatott kiadásáról is határoztak..
1836-ban a szombathelyi papi szemináriumban tanulmányi igazgatói és káptalani káplán lett (az akkorig Szombathelyen nem tanított hazai köz- és magánjogot a növendék papoknak rendkívüli órákban kezdte előadni); egyszersmind a Magyar Tudós Társaság pályázatán másodszor nyert kitüntetést.  1833. november 15-én a Magyar Tudós Társaság nyelvtudományi osztályának vidéki levelező tagjává választották. 1838. szeptember 6-án rendes tag, 1876. június 8-án pedig a Magyar Tudományos Akadémia tiszteleti tagja lett. 1839-ben a szombathelyi püspöki líceumban a keleti nyelvek és a bibliai hittudomány tanárává nevezték ki, ezzel együtt megtartotta a magyar jog rendkívüli tanári székét is.  1835. június 13-án a pesti egyetemen teológiai doktori oklevelet kapott. 1840-ben Zala megye táblabírájává választották.
1848-ig aktívan tevékenykedett az akadémia nyelvészeti életében. Beválasztották több bizottságba, így a bíráló bizottságokba és olyanokba is, amelyeket a helyesírás megalapozására, valamint nyelvtanok és szótárak tervezésére hoztak létre. Életének utolsó három évtizedében megjelent ugyan a nagygyűléseken, de tudományos munkássága teljesen megszakadt.
1871-ben szombathelyi kanonokká nevezték ki. 1872-ben megkapta a Szent Benedekről elnevezett borchi apáti címet, 1873-ban papóci perjellé és zalaegerszegi főesperessé, őrkanonokká, 1874-ben sárvári főesperessé, 1875-ben olvasó kanonokká és németújvári főesperessé nevezték ki. Szentszéki bíró és zsinati vizsgáló is volt.
Értekezései és beszédei jelentek meg a Szalay Imre által szerkesztett Magyar Egyházi Beszédek Gyűjteményében (Pest, 1832-45). A hírlapokba névtelenül írt.  A Tudományos Gyűjteményben jelent meg Hertelendy Gábor altábornagyról írt életrajza (1834).  A Sionba, az Athaeneumba, a Religio és Nevelésbe több cikket írt.  A Magyar Tudós Társaság Évkönyveiben publikálta a következő írásokat: A nyelv általános alap és hasonlítási vezérelvei, szemi keleti nyelvsarjadékainak a magyarral hasonlatos képeivel (1842/V.); Emlékbeszéd Kassai József felett (1845/VI.).) A Magyar Egyházi Beszédek Gyűjteményében: Akármely vértanu napján (1845, Uj Folyam/IV.9). A Pázmány Füzetekben: Nagy-Karácson napjára (1857).

## Munkái
- Polus lactitiae Musarum Orientalium in festo jubilari quinquagenario C. Univ. R. Hung. Pest. die 25. Junii 1830. in seminario Pestiensi. Pestini. (Latinul és magyarul.) Az egész keresztény hittudomány katechetai tanításokban a bevett közkatechismus rende szerint. Pestini, 1832-33. Négy kötet. (Németből ford. Szalay Imrével együtt).
- Grammatica linguae Hungaricae cum parallelismo inter Aramaeam, Hebraeam, Arabicam et Hungaricam orientales linguas ducto in usum cleri junioris Regni Hungariae adornata. Pestini, 1832. (Mellette külön címlappal: Parallelismus inter linguas orientales aramaeam, hebraeam, et arabicam cum hungarica ductus. Pestini, 1832.)
- A magyar nyelv szóalkotó s módosító ragainak nyelvtudományi vizsgálata; vagyis felelet ezen jutalomkérdésre: Mellyek, hányfélék, mely eredetűek és saját jelentésűek egyfelől a ragasztékok (sufixa) vagyis azon szók és szótagok, mellyek által a magyar nevek és igék értelme módosíttatik és meghatároztatik? Másfelől a szóképzők (formativa)? Melly változásokat okoznak, és szenvednek ragasztáskor és szóképzéskor, s végre mily nemű gyökerekhez szövetkeznek az utóbbiak? Másod-rangú jutalom-felelet. Buda, 1834. (Nyelvtudományi Pályamunkák I.) REAL-EOD
- A jó lelkipásztor képe. (Előbb az Egyházi Tárban). Pest, 1836.
- Tiszta magyar gyökök. Másod-rangú pályamunka. Buda, 1839. (Nyelvtudományi Pályamunkák II.).
- Hierolexicon polymathicum latino-hungaricum. Latin magyar köztanulatos egyházi műszótár. Koszorúzott pályamunka. Két kőrajzzal. Szombathely, 1845. (Függelék: Az egyetemes közhitű anyaszentegyház fejedelmeinek; vagy is a római pápáknak időrendű névsora. Az egyetemes közhitű keresztény anyaszentegyház ősérseki, ősfőnöki, érseki és püspöki megyéinek betűrendi névsora. Rövid szótára azon földirati neveknek, mellyeknek latin és saját tartományi nevök közt szembetünő különbség vagyon).
- Nagybőjti szent beszédek, mellyeket a szombathelyi székesegyházban 1848. évben tartott. Szombathely, 1849.
- Néhai mélt. Szent-Györgyi Horváth József életképének feliratai. Vitéz katona. Jó polgár. Buzgó keresztény. Mellyet 1850. év. ápr. 22. tartott gyászünnepélyen hirdetett. Szombathely, 1850.
- Weinhofer József ünnepnapi és alk. egyházi beszédei, melyeket megmagyarított s a szombathelyi székesegyházban tartott saját beszédei függelékével közrebocsátott. Pest, 1866. (2. kiadás).

### Kéziratban
Idv koszorú, mellyet Balassa Gábor urnak szombathelyi megyés püspöknek ünnepére áldoz a szombathelyi magyar jogtanulókar 1844-ben (költ.); levelei: Horvát Istvánhoz, Szombathely 1832. ápr. 4., Wenzel Gusztávhoz, Szombathely 1877. aug. 27. (A Magyar Nemzeti Múzeumban.)